# Les Dieux du jeu 2
Série Le Chevalier du jeu
Les Dieux du jeu
(1989) Les Dieux du jeu 3 : Retour à Shanghai
(1991)
Série All for the Winner
All for the Winner
(1990)
Pour plus de détails, voir Fiche technique et Distribution.
Les Dieux du jeu 2 (赌侠, Dou hap, litt. « Le Chevalier du jeu ») est une comédie d'action hongkongaise écrite et réalisée par Wong Jing et sortie en 1990 à Hong Kong.
Ce film est autant la suite des Dieux du jeu (1989) que de All for the Winner (1990), sorti 4 mois plus tôt.

## Synopsis
Alors que Ko Chun, le « Dieu du jeu », voyage en Amérique du Sud et redistribue l'argent gagné à des œuvres de charité, son élève (Andy Lau), le « Chevalier du jeu », revient à Hong-Kong. Il y fait la rencontre d'un jeune homme aux pouvoirs étonnants (Stephen Chow), qui se fait appeler le « Saint du jeu » et souhaite lui aussi devenir l'élève de Ko Chun. Ensemble, les deux hommes vont devoir affronter un nouvel adversaire redoutable.

## Fiche technique
- Titre : Les Dieux du jeu 2
- Titre original : 賭俠 (Dou hap)
- Réalisation : Wong Jing
- Scénario : Wong Jing
- Production : Charles Heung, Jimmy Heung et Wong Jing
- Musique : Lowell Lo
- Photographie : David Chung
- Montage : Poon Hung
- Pays d'origine :  Hong Kong
- Format : Couleurs - 1,85:1 - Stéréo - 35 mm
- Genre : Comédie dramatique et action
- Durée : 99 minutes
- Date de sortie :
  -  Hong Kong : 25 décembre 1990
  -  Taïwan : 8 février 1991

## Distribution
- Andy Lau : Michael Chan, le « Chevalier du jeu »
- Stephen Chow : Sing Ching, le « Saint du jeu »
- Monica Chan : Kau Loong
- Sharla Cheung : Dream Lo
- John Ching : Tai-kun, le « Diable du jeu »
- Charles Heung : Ng Loong, le « Dieu des flingues »
- Blackie Ko : le chef des hommes de main
- Ng Hong-ning : le type costaud dans le bar
- Ng Man-tat : Oncle Tat
- Pau Hon-lam : Chan Kam-sing
- Shing Fui-on : Kau
- Sin Lap-man : Hussein
- Kirk Wong : C.N. Tai
- Ronald Wong : Le copain de Michael

## Autour du film
- L'acteur Chow Yun-fat, personnage principal du premier opus, reprend son rôle de « Dieu du jeu » dans une petite apparition.